# ソトー
株式会社ソトー（英: SOTOH CO., LTD.）は、愛知県一宮市に本社を置く染色整理メーカーである。

## 沿革
- 1923年（大正12年）3月 - 「一宮整理株式会社」として設立[3]。
- 1924年（大正13年）3月 - 「蘇東興業株式会社」に商号を変更[3]。
- 1950年（昭和25年）5月 - 名古屋証券取引所市場第二部に株式を上場[3]。
- 1961年（昭和36年）10月 - 東京証券取引所市場第二部に株式を上場[3]。
- 1992年（平成4年）10月 - 「株式会社ソトー」に商号を変更[3]。
- 2006年（平成18年）2月 - 株式会社ダイドーリミテッドと業務提携[3]。
- 2008年（平成20年）4月 - 株式会社ソトープラザを存続会社とし関東整染株式会社、株式会社ソトーテクロス、カンセン商事株式会社の4社が合併[3]。
- 2009年（平成21年）12月22日 - 全額出資子会社の株式会社ソトージェイテックを設立し、民事再生法を申請したいわなか株式会社の事業を譲受[3]。
- 2010年（平成22年）5月20日 - 艶金興業株式会社が行っていた染色整理加工事業を譲受[3]。
- 2012年（平成24年）3月1日 - 子会社の株式会社ソトープラザを吸収合併[3]。
- 2015年（平成27年）
  - 3月 - 株式会社バーンズファクトリーを子会社化[1][5]。
  - 6月 - 株式会社モーリタンの染色整理受託事業および編み地販売事業を譲受[1][6]。
- 2016年（平成28年）6月10日 - 東京証券取引所および名古屋証券取引所市場第一部に指定替え[7]。
- 2018年（平成30年）2月 - ソトー1号投資事業有限責任組合を清算[3]。
- 2023年（令和5年）
  - 4月1日 - 子会社の日本化繊株式会社を吸収合併[8]。
  - 4月 - 事業部制を廃止し、染色加工事業部を新設。これに伴い3工場体制となる[1]。
- 2025年（令和7年）1月31日 - 株式会社ジェノおよびその関係会社であるG-STAGE・JAPAN株式会社を子会社化[9]。

## 事業所
- 染色加工事業部
  - 第一工場[1]
  - 一宮工場[1]
  - 日化工場[1]

## 関連会社
- 株式会社ソトージェイテック[3]
- 株式会社Jファブリック・インターナショナル[3]（株式会社ワールドとの合弁会社）
- 兒玉毛織株式会社[3]
- 株式会社ジェノ
- G-STAGE・JAPAN株式会社
- ソトー商事株式会社[3]
- ソトー興産株式会社[3]